# Sangiin-Wahl 2001

Sitzverteilung nach der Wahl

Die Sangiin-Wahl 2001, formell die „19. ordentliche Wahl von Sangiinabgeordneten“ (jap. 第19回参議院議員通常選挙, dai-jūkyū-kai Sangiin giin tsūjō senkyo), zum japanischen Rätehaus (Sangiin), dem Oberhaus (jōin) des nationalen Parlaments (Kokkai) fand am 29. Juli 2001 statt. Premierminister Jun’ichirō Koizumi hatte erst im April den umstrittenen Yoshirō Mori abgelöst und seine Reformagenda vorgestellt, die zunächst einen positiven „Koizumi-Effekt“ an den Aktien- und Devisenmärkten ausgelöst hatte. Da einige Reformprojekte wie die Postprivatisierung, die Deregulierung des Finanzmarktes und die Deckelung der Neuausgabe von Staatsanleihen vor allem innerhalb der LDP umstritten waren, war ein Wahlsieg von entscheidender Bedeutung für ihre Realisierung. Wegen seiner großen Popularität in der Bevölkerung – er hatte zeitweise Zustimmungsraten von 80 % – hatte Koizumi außerdem im Juni eine Kommission eingerichtet, die die Einführung einer Direktwahl des Premierministers prüfen sollte, eine weitere Initiative, die innerparteilich umstritten war, weil sie die traditionellen Verfahren der Ämtervergabe und das Gleichgewicht der LDP-Faktionen gefährdet hätte.
Die Reformen Koizumis waren angesichts der angespannten Wirtschaftslage auch das Hauptthema des Wahlkampfes: Während Koizumi hauptsächlich Kritiker in der eigenen Partei ausschalten wollte, versuchte die Opposition unter Führung der drei Parteivorsitzenden Yukio Hatoyama (DPJ), Ichirō Ozawa (Liberale Partei) und Takako Doi (SDP) die Wähler dadurch zu gewinnen, dass sie behauptete, echte Reformen seien erst möglich, wenn Japan eine andere Regierungspartei habe. Die drei Parteien arbeiteten in der Opposition zusammen und hatten auch zum Teil eine gemeinsame Wahlstrategie mit gemeinsamen Kandidaten in den Wahlkreisen.
2000 war das Wahlrecht zum Sangiin geändert worden: Die Anzahl der Abgeordneten wurde um fünf gesenkt (um zwei bei der Verhältniswahl und um je einen in Okayama, Kumamoto und Kagoshima) und die Verhältniswahl wurde so verändert, dass die Wähler auch einen einzelnen Kandidaten angeben können und dadurch Einfluss auf die gewählten Listenkandidaten nehmen können (ähnlich der Vorzugsstimme in Österreich). Das System heißt in Japan hikō sokumei boshiki (hireidaihyōsei) (jap. 非拘束名簿式(例代表制), dt. („Verhältniswahl) mit unbeschränkten Namenslisten“). Die Wahlbeteiligung betrug 56,44 % bei der Direktwahl und 56,42 % (im Ausland: 29,94 %) bei der Verhältniswahl.
| Partei | Partei                             | Nicht zur Wahl | Wahlkreise | Wahlkreise | Wahlkreise | Verhältniswahl | Verhältniswahl | Verhältniswahl | 2001 gewählt | Zusammensetzung nach der Wahl |
| Partei | Partei                             | Nicht zur Wahl | Stimmen    | Anteil     | Sitze      | Stimmen        | Anteil         | Sitze          | 2001 gewählt | Zusammensetzung nach der Wahl |
| ------ | ---------------------------------- | -------------- | ---------- | ---------- | ---------- | -------------- | -------------- | -------------- | ------------ | ----------------------------- |
|        | Liberaldemokratische Partei (LDP)  | 47             | 22.299.825 | 41,04 %    | 44         | 21.114.727     | 38,57 %        | 20             | 64           | 111                           |
|        | Kōmeitō                            | 10             | 3.468.664  | 6,38 %     | 5          | 8.187.804      | 14,96 %        | 8              | 13           | 23                            |
|        | Konservative Partei                | 4              | -          | -          | -          | 1.275.002      | 2,33 %         | 1              | 1            | 5                             |
|        | Demokratische Partei (DPJ)         | 33             | 10.066.552 | 18,53 %    | 18         | 8.990.524      | 16,42 %        | 8              | 26           | 59                            |
|        | Liberale Partei                    | 2              | 3.011.787  | 5,54 %     | 2          | 4.227.148      | 7,72 %         | 4              | 6            | 8                             |
|        | Kommunistische Partei Japans (KPJ) | 15             | 5.362.958  | 9,87 %     | 1          | 4.329.210      | 7,91 %         | 4              | 5            | 20                            |
|        | Sozialdemokratische Partei (SDP)   | 5              | 1.874.299  | 3,45 %     | 0          | 3.628.635      | 6,63 %         | 3              | 3            | 8                             |
|        | Sonstige (*)                       | 0              | 2.595.483  | 4,78 %     | 0          | 2.988.440      | 5,46 %         | 0              | 0            | 0                             |
|        | Unabhängige                        | 10             | 5.658.911  | 10,41 %    | 3          | -              | -              | -              | 3            | 13                            |
| Summe  | Summe                              | 126            | 54.338.483 | 100 %      | 73         | 54.741.495     | 100 %          | 48             | 121          | 247                           |

(*) Versammlung der Unabhängigen, Dainiin-Klub, Liberale Liga, Ishin-Seitō Shimpū („Restaurationspartei Neuer Stil“), Frauenpartei, Neue Sozialistische Partei,  Neue Partei Freiheit und Hoffnung

## Auswirkungen
Die LDP von Premierminister Koizumi übertraf die Erwartungen und gewann die absolute Mehrheit der zur Wahl stehenden Sitze. Wegen der Niederlage bei der Wahl von 1998 war sie zwar weiter auf die Koalitionspartner Kōmeitō und Konservative Partei angewiesen; aber Koizumi ging gestärkt in die im September anstehenden Wahlen zum LDP-Parteivorsitz. Die Opposition hatte kein Mittel gegen die Popularität Koizumis gefunden und gelangte erst zu einer neuen Strategie, als sie ab 2002 mit der Rückkehr des DPJ-Vorsitzenden Naoto Kan eine ebenso populäre Führungsfigur gewann und neue Skandale und die unpopulären Auslandseinsätze der japanischen Selbstverteidigungsstreitkräfte im Zuge der Anschläge vom 11. September 2001 ihr neue Angriffsflächen boten.